# Reichenbachia binodifer
Reichenbachia binodifer är en skalbaggsart som beskrevs av Thomas Casey 1897. Reichenbachia binodifer ingår i släktet Reichenbachia och familjen kortvingar. Inga underarter finns listade i Catalogue of Life.